# Primtalsfirlinger
Primtalsfirlinger er et sæt af fire primtal af formen {p, p + 2, p + 6, p + 8}. Dette repræsenterer den tættest mulige gruppering af fire primtal større end 3.

## Primtalsfirlinger
De første primtalsfirlinger er:
{5, 7, 11, 13}, {11, 13, 17, 19}, {101, 103, 107, 109}, {191, 193, 197, 199}, {821, 823, 827, 829}, {1481, 1483, 1487, 1489}, {1871, 1873, 1877, 1879} og {2081, 2083, 2087, 2089}.
Det er ukendt, om der findes uendeligt mange primtalsfirlinger. Den reciprokke sum for primtalsfirlinger er endelig (det følger af, at den reciprokke sum at primtalstvillinger er endelig) og kaldes Bruns konstant for primtalsfirlinger: B4 = 0.87058 83800 ± 0.00000 00005.
Bemærk, at selv om antallet af primtalstvillinger er uendeligt, er dette ikke nødvendigvis et bevis for, at der er uendeligt mange primtalsfirlinger.
For alle primtalsfirlinger bortset fra {5, 7, 11, 13} gælder at center tallet er deleligt med 15, altså er de på formen {15n-4, 15n-2, 15n+2, 15n+4}.

## Reference
1. ↑  Prime Quadruplet -- from Wolfram MathWorld, hentet 21-11-2014 (på engelsk)